# 晨興書院

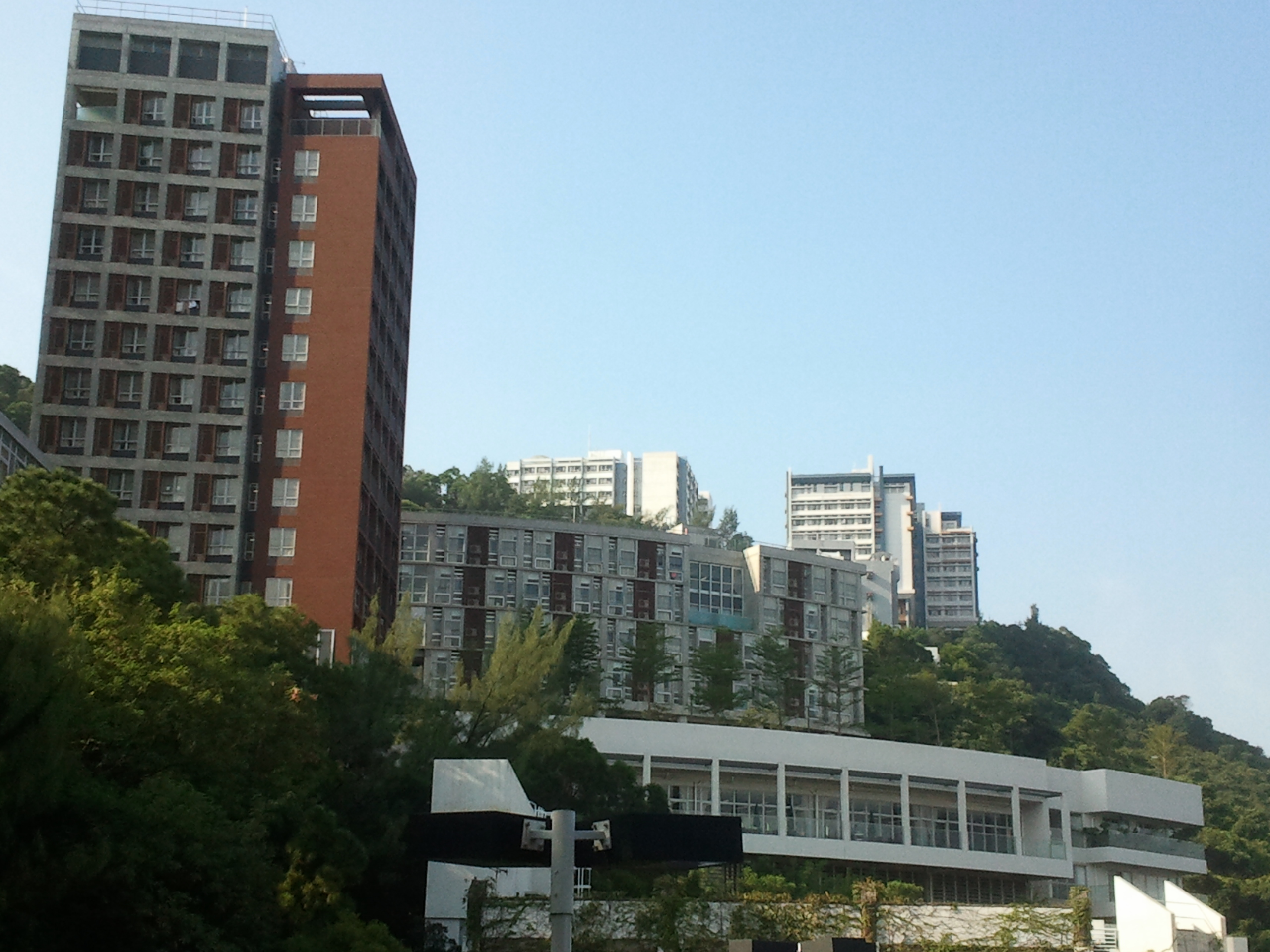
晨興書院全景

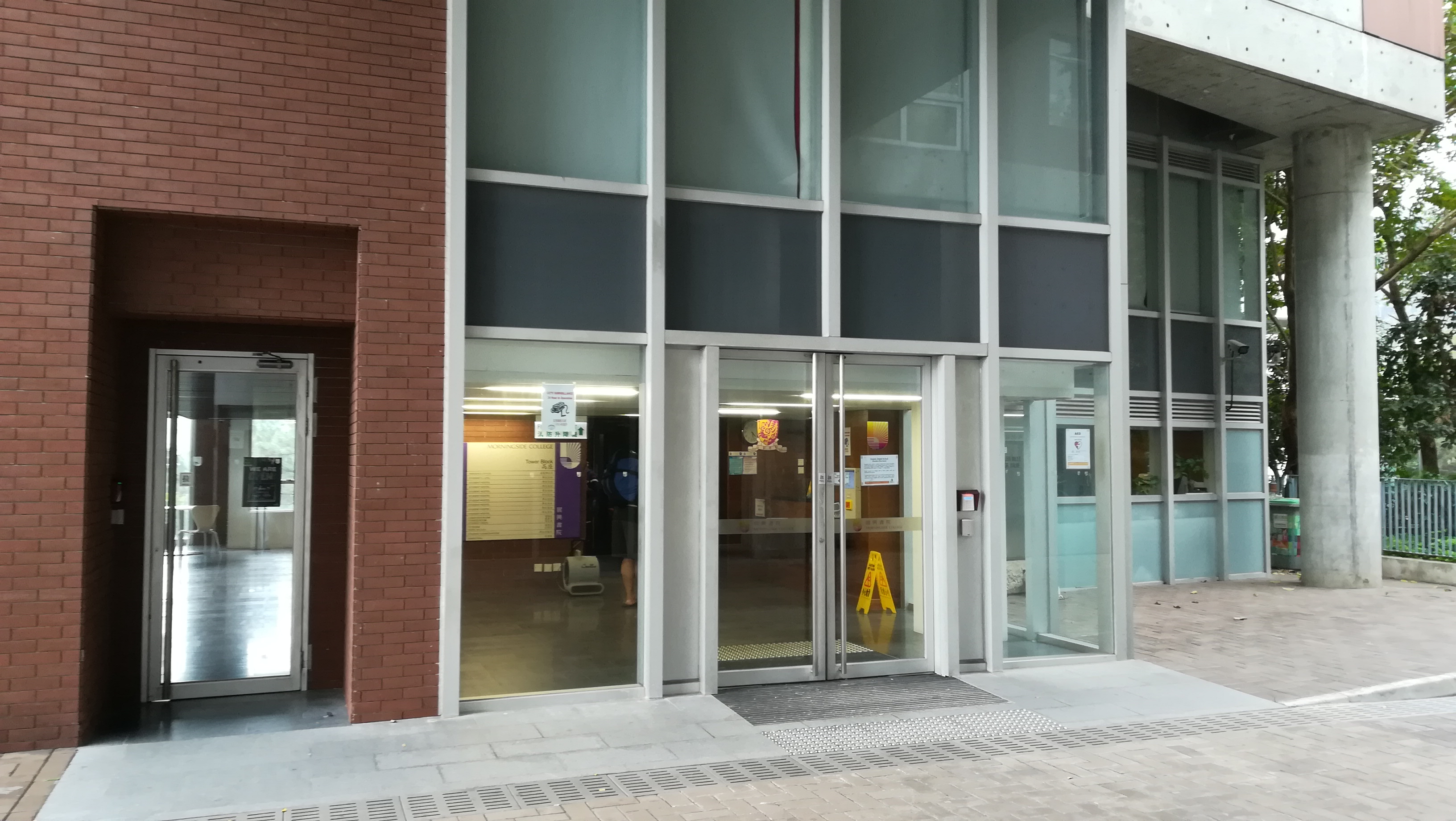
晨興書院學生宿舍（高座）入口

晨興書院（英語：Morningside College）為香港中文大學一所書院，院訓為「博學、進德、濟民」，在2010年起正式招生。
為了將來大學發展的需要，大學於2006年5月接受晨興基金及晨興教育基金捐助港幣一億元成立晨興書院。晨興書院計劃錄取300人（本地生、國際生及陸生各佔約一百人），採用全宿共膳的模式。
2006年8月，大學委任諾貝爾經濟學獎得主詹姆斯·莫理斯（Professor Sir James Mirrlees）擔任晨興書院的院長。
書院位於大學道及保健路之間，毗鄰善衡書院及崇基學院五旬節會樓高、低座。二者均由著名建築師嚴迅奇及Design 2建築師事務所設計，並由新昌營造建造，於2012年入伙。

## 主管人員
- 院長：汪寧笙教授（Professor Nicholas Rawlins （页面存档备份，存于））
- 協理院長：何素楠教授（Professor Ann Huss）

## 歷任院長
- 第一任：莫理斯教授（2006-2018年8月29日，任內去世）
- 第二任：汪寧笙教授（2018年12月起，現任院長）

## 第一寵物
Pilot是一名阿拉斯加雪橇犬，由協理院長兼通識教育主任何素楠教授擁有。 Pilot被認為晨興書院的第一寵物。但Pilot於2018年逝世。
Captain於2018年開始在晨興書院居住，由協理院長兼通識教育主任何素楠教授擁有。Captain被認為晨興書院的第二寵物。

## 交通
校巴大學體育中心、善衡書院站

## 參閱
- 香港中文大學
- 崇基學院
- 新亞書院
- 聯合書院
- 逸夫書院
- 善衡書院
- 敬文書院
- 伍宜孫書院
- 和聲書院

## 外部連結
- 晨興書院 （页面存档备份，存于）
- 晨興兩字有來源